# 루슬란 메지토프
루슬란 메지토프(Ruslan Medzhitov, 1966년 3월 12일 ~ )는 우즈베키스탄 출신의 면역학자이다. 선천 면역, 염증 반응 등의 분야에서 다양한 업적을 남겼고, 특히 찰스 제인웨이와 함께한 연구로 유명하다.

## 같이 보기
- 톨유사수용체
- 선천 면역